# Contopus
Contopus is een geslacht van zangvogels uit de familie tirannen (Tyrannidae).

## Soorten
Het geslacht kent de volgende soorten:
- Contopus albogularis  – Witkeelpiewie
- Contopus bogotensis  – Noordelijke Spix' piewie
- Contopus caribaeus  – Bruinbuikpiewie
- Contopus cinereus  – Zuidelijke Spix' piewie
- Contopus cooperi  – Sparrenpiewie
- Contopus fumigatus  – Leigrijze piewie
- Contopus hispaniolensis  – Hispaniolapiewie
- Contopus latirostris  – Roestbuikpiewie
- Contopus lugubris  – Barrancapiewie
- Contopus nigrescens  – Zwarte piewie
- Contopus ochraceus  – Okerkleurige piewie
- Contopus pallidus  – Jamaicapiewie
- Contopus pertinax  – Grote piewie
- Contopus punensis  – Tumbespiewie
- Contopus sordidulus  – Westelijke bospiewie
- Contopus virens  – Oostelijke bospiewie